# Valentin de Stappens de Harnes
Valentin de Stappens de Harnes (Brugge, 22 augustus 1713 - 24 mei 1777) was lid van de adellijke familie de Stappens de Harnes, burgemeester in het Brugse Vrije en schout van Brugge.

## Voorouders
Valentin de Stappens stamde uit een familie die haar wortels had in Sint-Winoksbergen en van wie de eerste bekende naam die was van Jacques Stappens, schepen van het stadje in 1552. 
Zoals de generaties die hem voorafgingen, bleef Valentin nauw verbonden met Sint-Winoksbergen, waar heel wat eigendommen en lenen bezit waren van de familie de Stappens.

## Levensloop
Valentin de Stappens was amper twintig toen hij in 1733 schepen werd van het Brugse Vrije. Van 1748 tot 1754 was hij burgemeester voor het Noordkwartier en tevens vertegenwoordiger van het Vrije in de Staten van Vlaanderen. Hij was ook betrokken, als eigenaar of leenhouder, bij de polderstreek en werd binnensluismeester van drie grote wateringen: Eyensluis-Groot-Reygaertsvliet, Romboutswerve en Den Broeck.
In 1738 trouwde hij met Marie-Henriette de Nieulant (1710-1752), dochter van de schout van Brugge en van het Brugse Vrije. Ze kregen vijf kinderen van wie drie hun ouders overleefden: Philippe (1741-1784), Jeanne (1744-1786) en Marie (1749-1829).
Toen zijn schoonvader François de Nieulant in 1755 overleed, slaagde de Stappens er in hem op te volgen. Als schout was hij voortaan de officiële vertegenwoordiger voor Brugge en het Brugse Vrije van het keizerlijk gezag. Hij was tevens verantwoordelijk voor de handhaving van orde en rust in zijn ambtsgebied.
Aangezien hij ondertussen weduwnaar was geworden, hertrouwde hij met Marie Damerin de Merlebeke (1717-1792), weduwe van Donat van den Bogaerde.
De Stappens woonde een groot deel van zijn leven in het herenhuis bovenaan de brug aan de Dijver (later bekend als het Arentshuis). Van daaruit oefende hij zijn ambtelijke functies uit en beheerde hij zijn talrijke allodiale en feodale bezittingen.
Zijn zoon Louis-Philippe de Stappens trouwde met Petronilla van Outryve, telg uit de recent geadelde familie Van Outryve. Zijn dochter Marie-Elisabeth trouwde met baron Théodore de Pélichy (1714-1811). Ze waren de ouders van onder meer François de Pélichy (1722-1844), die minister van de katholieke eredienst werd onder het Verenigd Koninkrijk der Nederlanden en van Jean-Marie de Pelichy van Huerne, die Belgisch senator en burgemeester van Brugge werd.
De familienaam de Stappens doofde uit in het begin van de negentiende eeuw uit, bij gebrek aan mannelijke afstammelingen.

## Sociale activiteiten
De beide ambten die Valentin de Stappens opeenvolgend gedurende telkens 22 jaar bekleedde, brachten mee dat hij aangezocht werd om zich in heel wat organisaties te laten opnemen. Zo werd hij, in de periode dat hij schepen en burgemeester van het Vrije was:
- lid van de rederijkerskamer van de Heilige Geest (1733) en bestuurslid (1734), koning (1750), deken (1753, 1755 en 1767) en proost (1754, 1756 en 1768) van deze aloude vereniging,
- lid van de schermersgilde van de Heilige Michiel (1733),

waarvan hij deken (1749) en stadhouder (1767) werd,
- lid van de schuttersgilde van Sint-Joris (1733),
- lid van de bloemenminnende confrérie van de Heilige Dorothea (1749), waarvan hij zorger (1749) en proost (1754) werd,
- lid van de Sint-Sebastiaansgilde in Houtave,
- lid van de Sint-Sebastiaansgilde in Zuienkerke,
- medestichter van de Confrérie van het Concert, de oprichter van de stedelijke schouwburg (1755).

Nadat hij schout werd, trad de Stappens ook nog tot andere verenigingen toe en werd hij:
- lid van de Sint-Sebastiaansgilde in de Carmersstraat (1756),
- lid van de Gilde van Vrije Archiers in Sint-Kruis (1757),
- lid van de Brugse confrérie van rechtsgeleerden Sint-Ivo, waarvan hij proost (1766) werd,
- lid van de Confrérie van Onze-Lieve-Vrouw van de Drogen Boom (1756),
- lid van de Edele Confrérie van het Heilig Bloed (1756), waarvan hij proost (1769) en 'ouden zorger' (1772) werd,
- lid van de Confrérie van Onze-Lieve-Vrouw Onbevlekt Ontvangen,
- lid van de Confrérie van het Heilig Kruis (in de Onze-Lieve-Vrouwekerk, Brugge),
- lid van de Confrérie van de heilige Jozef (bij de paters Discalsen, Brugge),
- lid van de vrijmetselaarsloge La Parfaite Egalité in Brugge (1765-1744), waar hij bevorderde tot rozenkruiser (1770),
- lid van de vrijmetselaarsloge La Parfaite Harmonie in Bergen (1768), waar hij opklom tot Schots Meester.